# Якоб Барретт Лаурсен
Якоб Барретт Лаурсен (дан. Jacob Barrett Laursen; нар. 17 листопада 1994, Арден) — данський футболіст, захисник шведського клубу «Геккен».
Виступав, зокрема, за олімпійську збірну Данії.

## Клубна кар'єра
Народився 17 листопада 1994 року в місті Арден. Вихованець юнацьких команд футбольних клубів «Ольборг» та «Ювентус».
У дорослому футболі дебютував 2014 року виступами за команду клубу «Оденсе», кольори якої захищав до 2020 року.
У червні 2020 року приєднався до складу «Армінії», підписавши з клубом 3-річний контракт.

## Виступи за збірні
2010 року дебютував у складі юнацької збірної Данії.
2016 року захищав кольори олімпійської збірної Данії. У складі цієї команди провів 1 матч. У складі збірної — учасник футбольного турніру на Олімпійських іграх 2016 року у Ріо-де-Жанейро.

## Досягнення
- Володар Кубка Швеції:

«Геккен»: 2024-25